# Журавлёв, Владислав Дмитриевич
Владислав Дмитриевич Журавлёв (бел. Уладзіслаў Дзмітрыевіч Жураўлёў; род. 2 июля 2004, Танабаевское, Костанайская область) — белорусский футболист, защитник клуба «Ислочь».

## Карьера
Воспитанник футбольной академии «Ислочи». Первым тренером футболиста был Сергей Александрович Плаксёнок. В 2019 году футболист стал выступать в юношеском первенстве в составе клуба. В начале 2022 года футболист стал выступать за дублирующий состав клуба, в котором стал одним из ключевых игроков, а также на протяжении первой половины чемпионата постоянно попадал в заявку основной команды клуба, однако оставался на скамейке запасных в роли одного из лимитчиков. Дебютировал за клуб футболист 6 ноября 2022 года в матче против «Витебска», выйдя на замену на 93 минуте. В следующем матче 12 ноября 2022 года в рамках заключительного тура чемпионата против жодинского «Торпедо-БелАЗ» футболист отличился дебютной результативной передачей. По итогу дебютного сезона футболист вместе с клубом завершил чемпионат на итоговом пятом месте.
В декабре 2022 года футболист подписал с клубом свой первый профессиональный контракт, рассчитанный до конца 2025 года. Новый сезон футболист начал с матча 1 апреля 2023 года против брестского «Динамо», выйдя на поле в стартовом составе и отличившись своим дебютным забитым голом. По итогу матча футболист стал первым воспитанником «Ислочи», забившим гол в рамках Высшей лиги. Также футболист вошёл в символическую сборную по итогу сыгранного тура. На протяжении сезона футболист выступал в роли одного из основных игроков, чередуя матчи в стартовом составе и со скамейки запасных, отличившись забитым голом и результативной передачей во всех турнирах, также продолжая выступать и за дублирующий состав. По итогу сезона футболист вместе с клубом завершил чемпионат на итоговом четвёртом месте.
Новый сезон футболист начал 3 марта 2024 года с четвертьфинального матча Кубка Беларуси против «Витебска», выйдя на поле в стартовом составе и отличившись голевой передачей. Первый матч в чемпионате футболист сыграл 15 марта 2024 года против брестского «Динамо», выйдя на поле в стартовом составе.

## Международная карьера
В апреле 2023 года футболист сообщил, что если получит приглашение в национальную сборную Казахстана, то согласится за неё выступать. В марте 2024 года футболист получил вызов в молодёжную сборную Беларуси. Дебютировал за сборную футболист 22 марта 2024 года в матче против сборной Греции.